# Tvoite dumi
Tvoite dumi è un singolo della cantante bulgara Gergana, pubblicato il 5 gennaio 2015.